# Jungar Alatau
Les monts Jungar Alatau (en kirghize : Alatau = « montagnes colorées », la région était autrefois dans le khanat dzoungar (ou Jungar, du mongol : зүүнгар : « bras/main gauche »), ce qui a donné en russe : Джунгарский Алатау (Dzhungarskiy Alatau ; translittération chinoise, chinois : 阿拉套山 ; pinyin : Ālātào shān) sont une chaîne montagneuse située à 230 km au nord-est d'Almaty, à 50 km au sud du lac Alakol et à la frontière de la région du Xinjiang en Chine et du Kazakhstan.
Le point culminant de la chaîne a une altitude de 4 622 mètres. La chaîne de montagnes s'étend d'est en ouest et est délimitée par la vallée de l'Ili, à l'ouest et à l'est par la région de Dzoungarie qui lui a donné son nom. Au nord se situe le pays des sept rivières.
À l'extrémité orientale de la chaîne, sur la frontière Kazakhstan-Chine, se trouve le col d'Alataw, une zone de passage qui, pendant des siècles, a été utilisée comme une voie d'invasion par les conquérants de l'Asie centrale dont Gengis Khan.
C'est dans ces montagnes qu'on trouve la plus grosse concentration de forêts de Malus sieversii, l'ancêtre de nos pommiers domestiques.